# Escalera al cielo (serie de televisión)
Escalera al cielo (en hangul, 천국의 계단; en hanja, 天國의 階段; romanización revisada, Cheongugui gyedan; McCune-Reischauer, Ch'ŏn'gugŭi Kyedan), es una serie de televisión surcoreana melodramatica, emitida por Seoul Broadcasting System desde el 3 de diciembre de 2003 hasta el 5 de febrero de 2004, sobre un conmovedor romance entre dos jóvenes que crecieron juntos con un destino inesperado lleno de tristeza, que deberán superar solo con amor.
Fue protagonizada por Choi Ji-woo, Kwon Sang-woo y Shin Hyun-joon, con las participaciones antagónicas de Kim Tae-hee y Lee Hwi-hyang. Obtuvo gran éxito en Corea del Sur con una audiencia promedio de 38.8% y el episodio final alcanzó 45.3%. A nivel internacional se destacó especialmente en Latinoamérica y Asia, donde se convirtió en un suceso del Hallyu y la difusión de la cultura popular coreana.

## Sinopsis
Han Jung-Suh (Park Shin Hye) y Cha Song-Joo (Baek Sung-hyun) son amigos de la infancia y tienen un vínculo especial que florece en el amor. Ambos comparten el dolor de perder a un ser querido: el padre de Song-Joo murió en un accidente de tráfico y la madre de Jung-Suh murió de cáncer en los ojos. 
El padre de Jung-Suh se casa con una actriz llamada Tae Mi-Ra (Lee Hwi Hyang), que lleva a su hija, Han Yu-Ri (Park Ji Mi), y su hijo, Han Tae-Hwa (Lee Wan) a vivir con ellos. Yu-Ri tiene celos de Jung Suh ya que Jung-Suh vivió siempre en el amor y ella sufrió mientras vivía con su padre. Siempre la hace parecer una terrible persona delante de su madre, quien empieza a odiarla. Cuando el padre de Jung-Suh se va a trabajar, su madrastra la maltrata. Ella planea que su hija Yu-Ri gane el afecto del joven Song- Joo, frustrando todos los intentos de Jung-Suh para ir a estudiar en el extranjero junto a Song- Joo, quien finalmente tiene que viajar a Estados Unidos solo, pero él le promete volver para estar a su lado. Al mismo tiempo, Jung-Suh trata de ser amable con Tae-Hwa, pero él confunde la amistad y el afecto que le brinda, enamorándose de ella.
Años más tarde, de 19 años, Song-Joo (Kwon Sang Woo) regresa de América y Jung-Suh (Choi Ji Woo) corre a su encuentro. La celosa Yu-Ri (Kim Tae Hee) trata de evitar que se reúnan e intencionalmente atropella a Jung-Suh, al ver Yu-ri la gravedad del problema decide llevarla al hospital, en donde había un grupo de personas que acababa de morir en un incendio. Yu- Ri hace pasar por muerta a su hermanastra Jung-Suh, colocándole sus documentos a una de las personas del lugar. Ella lleva a Jung-Suh a la casa de su padre biológico. Tae-Hwa (Shin Hyun Joon), que sigue enamorado de Jung-Suh, se entera de lo que Yu-Ri ha hecho, pero aprovecha la oportunidad para huir con Jung-Suh. Ella pierde la memoria, Tae-Hwa la aleja y cambia sus nombres.ella como Kim ji-soo y el como cheol-soo
Cinco años más tarde, Song-Joo decide que tiene que dejar de pensar en Jung-Suh y va al carrusel que montaban en su infancia. Él desea recordarla sólo una vez más, mira hacia arriba y la ve a su lado en el carrusel. Jung-Suh, ahora  trabaja en una pequeña tienda de ropa mientras vive con Tae Hwa. Song- Joo se apresura a ver a Ji Soo y le dice que ella es Jung Suh, pero ella no le cree. Song-Joo está decidido a hacerla recordar su pasado, y a través de una serie de acontecimientos, Jung-Suh se vuelve a enamorar de Song Joo.
Jung-Suh recupera la memoria cuando Yu-Ri casi la atropella nuevamente; se apresura a decírselo a Song-Joo y perdona a Tae- Hwa porque sabe que él lo hizo por amor. Jung-Suh y Song-Joo son felices juntos, hasta que se descubre que ella tiene cáncer de ojos al igual que su madre. Jung-Suh le pide a Tae-Hwa que la aleje de Song-Joo, ya que no puede soportar la idea de que él la vea en el dolor. Poco a poco, la visión de Jung-Suh se acaba en ceguera. Tae-Hwa dice a Song-Joo y a su familia la verdad sobre el accidente. Yu-Ri es arrestada, y su madre se vuelve loca, termina en un hospital mental. 
Song-Joo y Jung-Suh, que ahora está ciega, se casan con la bendición de su madre y su padre. Jung-Suh le dice a Tae- Hwa que su único deseo es ver la cara de Song-Joo una última vez. Tanto Song-Joo como Tae-Hwa acuden a un doctor para cada uno darle a Jung-Suh una de sus córneas, pero el médico les dice que no puede tomar las córneas de donantes vivos. Tae-Hwa quiere conceder su deseo a toda costa y toma la decisión de suicidarse mediante la creación de un accidente de tráfico con el fin de donarle sus córneas. Después de su muerte, Jung-Suh tiene la operación y es capaz de volver a ver. Sin embargo, Song-Joo se entera de la muerte de Tae-Hwa y luego le dice a Jung Suh. 
Ella comienza a sentirse mal de nuevo, y el médico dice que el tumor se ha extendido a su cerebro y no tiene ninguna posibilidad de vivir. Jung-Suh, dándose cuenta de esto, perdona a Tae-Mi Rah y a Yu-Ri, ambas sin sentir remordimiento se disculpan. A los pocos días, de la misma enfermedad incurable que tenía su madre, Jung-Suh muere en la playa cerca de su casa de la infancia en los brazos de Song- Joo. La escena final vuelve a la escena del principio en donde Song- Joo toca el piano por el océano de la casa de la playa. Él dice: «Te amé hasta la muerte, te sigo amando y te amaré para siempre, tal vez él (Tae-Hwa) te amó más de lo que yo podía. Pero eso no significa que yo te haya amado menos».

## Reparto
- Kwon Sang-woo como Cha Song-joo.
  - Baek Sung-hyun como Song-joo (joven).
- Choi Ji-woo como Han Jung-seo / Kim Ji-soo.
  - Park Shin-hye como Jung-seo (joven).
- Shin Hyun-joon como Han Tae-hwa / Han Cheol-soo.
  - Lee Wan como Tae-hwa (joven).
- Kim Tae-hee como Han Yoo-ri. 
  - Park Ga-ryung como Yoo-ri (joven).
- Lee Hwi-hyang como Tae Mi-ra.
- Ha Jae-young como Han Soo-ha.
- Kim Ji-sook como Min Seo-hyun.
- Jung Hae-yong como Han Pil-soo.
- Lee Charm como Jang.

## Banda sonora
| Track listing |                                                            |                               |          |  |
| N.º           | Título                                                     | Artista                       | Duración |  |
| 1.            | «Piano Concerto No. 1 Op.11 E Minor 2nd Mvt de Chopin»     | Lee So Ah                     | 3:39     |  |
| 2.            | «천국의 기억» (Memories of Heaven)                         | Jang Jung Woo                 | 4:40     |  |
| 3.            | «레떼» (Lette)                                             | Kang Woo Jin                  | 4:14     |  |
| 4.            | «그것만은..» (That's the Only One)                         | Jang Jung Woo                 | 4:54     |  |
| 5.            | «언제까지나» (Forever)                                     | Choi Kyung Shik               | 3:03     |  |
| 6.            | «나만의 너» (Only Me For You)                              | Choi Kyung Shik, Kim Hyun Ah  | 3:10     |  |
| 7.            | «Remember»                                                 | Choi Kyung Shik               | 4:51     |  |
| 8.            | «슬픈 사랑» (Sad Love)                                     | Choi Kyung Shik               | 1:27     |  |
| 9.            | «아름다운 너에게» (To the Beautiful You)                   | Choi Kyung Shik, Moon Ji Hwan | 2:24     |  |
| 10.           | «너를 지킬께» (I Will Protect You)                         | Choi Kyung Shik               | 3:15     |  |
| 11.           | «보고싶다» (I Miss You)                                    | Kim Bum Soo                   | 4:01     |  |
| 12.           | «끝이 아님을» (This is Not the End)                        | Choi Kyung Shik               | 3:16     |  |
| 13.           | «천국의 기억» (Memories of Heaven)                         | Park Mook Hwan                | 4:40     |  |
| 14.           | «세상 끝에 서있어도» (Though I am at the End of the World) | Choi Kyung Shik               | 4:07     |  |
| 15.           | «약속» (Promise)                                           | Choi Kyung Shik               | 3:41     |  |
| 16.           | «그것만은» (That's the Only One)                           | Park Mook Hwan                | 4:54     |  |
| 17.           | «Stairway To Heaven»                                       | Choi Kyung Shik               | 3:06     |  |

## Emisión internacional
- Argentina: Telefe (2016).[5]
- Bolivia: Unitel (2009, 2012 y 2015).
- Chile: TVN (2006) y Canal 13 (2023).
- China: TV Anhui (2007).
- Colombia: Telepacífico (2007), RCN (2012)[6] y Citytv (2016).
- Costa Rica: Teletica.
- Ecuador: Ecuavisa (2009, 2013, 2021) y Teleamazonas (2019,[7] 2020, 2021, 2024)
- El Salvador: Canal 10.
- Honduras: Canal 8 (2008).
- Estados Unidos: MundoFox y Pasiones TV (2015).
- Filipinas: GMA Network (2005, 2015).
- Hong Kong: TVB (2007).
- Japón: Fuji TV (2004, 2011), KNTV (2005), TBS-TV (2007), TV Asahi (2007), TV Tokyo (2008), LaLa TV (2011), Chiba TV (2012) y WOWOW (2015).
- Malasia: 8TV y Sony One (2016).[8]
- México: Mexiquense TV.
- Panamá: SERTV Canal 11.
- Paraguay: Telefuturo (2016).[9]
- Perú: TV Perú y Panamericana Televisión.[10]
- Puerto Rico: MundoFox y WKAQ-TV.
- República Dominicana: CERTV.
- Singapur: Channel U.
- Tailandia: Canal 3 (2006).
- República de China: GTV (2004, 2014).
- Uruguay: Saeta TV Canal 10.
- Venezuela: Venevisión (2013).[11]
- Vietnam: VTV1.[12]

## Adaptaciones
| Año  | País      | Cadena       | Nombre                                 |
| ---- | --------- | ------------ | -------------------------------------- |
| 2006 | China     |              | 风一样离去 (Fēng Yīyàng Lí Qù)         |
| 2009 | Filipinas | GMA Network  | Stairway to Heaven                     |
| 2011 | Indonesia | MNCTV        | Cinta Sejati                           |
| 2016 | Camboya   | CTN TV       | ឋានសួគ៌ស្នេហ៍ (Thansuokr Sne)                |
| 2016 | Rusia     | Piervy Kanal | Лестница в небеса (Lestnitsa v nebesa) |